# کاروانسرای سنگ کلیدر
کاروانسرای سنگ کلیدر مربوط به دوره قاجار است و در شهرستان سبزوار، کنارجاده سبزوار به مشهد واقع شده و این اثر در تاریخ ۱۹ اسفند ۱۳۸۰ با شمارهٔ ثبت ۴۸۱۳ به‌عنوان یکی از آثار ملی ایران به ثبت رسیده است.